# PomBase
PomBase是一个在线模式生物数据库，记录了粟酒裂殖酵母（學名：Schizosaccharomyces pombe,又稱裂殖酵母，fission yeast）基因組序列、各基因名稱與位置、與人類基因的同源性等。